# Франческа Запия
Франческа Запия (на английски: Francesca Zappia) е американска писателка на произведения в жанра научна фантастика и фентъзи.

## Биография и творчество
Франческа Запия е родена през 1993 г. в САЩ. Следва с президентска стипендия компютърни науки и математика в университета в Индианаполис, където завършва с бакалавърска степен и с магистърска степен по бизнес администрация през 2015 г. Докато следва работи в психиатричното отделение на една от болниците, което впоследствие се отразява в произведенията ѝ засягайки теми като психични заболявания, борба с параноидна шизофрения и насилие.
Опитва да пише от училищните си години. Първият ѝ роман „Направи го“ е издаден през 2015 г. Историята е за момиче от гимназията, което се бори с параноидна шизофрения, и се опитва да скрие това. Но сама открива, че има нещо, което се случва в училището, и се чуди дали трябва да каже на някого, тъй като всички смятат, че си въобразява. Дали е само тя болна или има и друг, тъй като някой, който притежава тази болест, може да бъде изключително опасен и мрачен.
През 2017 г. е издаден романът ѝ „Елайза и нейните чудовища“. В реалния живот героинята Елайза Мърк е срамежлива и няма приятели в училище. Но в интернет е анонимният създател на популярния уебкомикс „Чудовищно море“. Когато в училището идва Уолъс Уорленд, най-известният фен фикшън писател на нейния уебкомикс, те се сприятеляват, и тя постепенно се измъква от самотата. Но неочаквано тайната на Елайза е разкрита и популярността ѝ нарушава нейния свят изграден дотогава. Романът става бестселър и я прави известна. За книгата получава наградата на Индиана за нововъзникващ автор, като и други награди и оценки.
Франческа Запия живее в Индиана.

## Произведения

### Самостоятелни романи
- Made You Up (2015)[1][2][2][3]
- Eliza and Her Monsters (2017) – награда на Индиана за нов автор[4]
Елайза и нейните чудовища, изд.: ИК „Ибис“, София (2018), прев. Ирина Ценкова
- Now Entering Addamsville (2019)
- Katzenjammer (2022)
- Greymist Fair (2023)[5]

### Уебпоредица „Децата на Хипнос“ (The Children of Hypnos)
съдържа 38 части